# 2,4-Dithiapentan
2,4-Dithiapentan ist eine chemische Verbindung aus der Gruppe der Thioketale.

## Vorkommen
2,4-Dithiapentan kommt natürlich in Pilzen (zum Beispiel Trüffel), Hummer und Camembert vor.

## Gewinnung und Darstellung
2,4-Dithiapentan ist das Dimethylthioacetal von Formaldehyd und wird durch Säure-katalysierte Addition von Methylmercaptan an Formaldehyd hergestellt.
{\displaystyle {\ce {2 CH3SH + H2C=O + HCl -> CH3SCH2SCH3 + H2O}}}

## Eigenschaften
2,4-Dithiapentan ist eine farblose Flüssigkeit.

## Verwendung
2,4-Dithiapentan wird als Bestandteil von künstlichen Trüffelaromen verwendet.